# Liste der Nummer-eins-Hits in Mexiko (2003)
| Singles |
| --- |
| - Maná – Eres Mi Religión - 3 Wochen (16. Dezember 2002 – 6. Januar 2003) - Eminem – Lose Yourself - 1 Woche (7. Januar – 13. Januar, insgesamt 3 Wochen) - Robbie Williams – Feel - 1 Woche (14. Januar – 20. Januar) - Eminem – Lose Yourself - 2 Wochen (21. Januar – 3. Februar, insgesamt 3 Wochen) - Juanes – A Dios Le Pido - 4 Wochen (4. Februar – 3. März, insgesamt 6 Wochen) - Avril Lavigne – I'm With You - 2 Wochen (4. März – 17. März) - Juanes – A Dios Le Pido - 2 Wochen (18. März – 31. März, insgesamt 6 Wochen) - Evanescence – Bring Me to Life - 4 Wochen (1. April – 28. April) - Juanes – Es Por Ti - 4 Wochen (29. April – 26. Mai, insgesamt 7 Wochen) - Belanova – Tus Ojos - 1 Woche (27. Mai – 2. Juni, insgesamt 3 Wochen) - Juanes – Es Por Ti - 3 Wochen (3. Juni – 23. Juni, insgesamt 7 Wochen) - Belanova – Tus Ojos - 2 Wochen (24. Juni – 7. Juli, insgesamt 3 Wochen) - Thalía feat.T.I. – I Want You - 2 Wochen (8. Juli – 21. Juli, insgesamt 3 Wochen) - Juanes feat.Nelly Furtado – Fotografia - 2 Wochen (22. Juli – 4. August, insgesamt 7 Wochen) - Thalía feat.T.I. – I Want You - 1 Woche (5. August – 11. August, insgesamt 3 Wochen) - Juanes feat.Nelly Furtado – Fotografia - 5 Wochen (12. August – 15. September, insgesamt 7 Wochen) - Sin Bandera – Mientes Tan Bien - 4 Wochen (16. September – 13. Oktober, insgesamt 6 Wochen) - Belinda – Lo Siento - 4 Wochen (14. Oktober – 10. November, insgesamt 7 Wochen) - Sin Bandera – Mientes Tan Bien - 4 Wochen (11. November – 24. November, insgesamt 6 Wochen) - Belinda – Lo Siento - 3 Wochen (25. November – 15. Dezember, insgesamt 7 Wochen) - Thalía – Cerca De Ti - 11 Wochen (16. Dezember 2003 – 28. Februar 2004) |